# Xystrota exaeta
Xystrota exaeta là một loài bướm đêm trong họ Geometridae.